# Sphaerodothis luquillensis
Sphaerodothis luquillensis är en svampart som beskrevs av Chardón 1929. Sphaerodothis luquillensis ingår i släktet Sphaerodothis och familjen Phyllachoraceae.   Inga underarter finns listade i Catalogue of Life.